# Oocorys
Oocorys is een geslacht van weekdieren uit de klasse van de Gastropoda (slakken).

## Soorten
- Oocorys clericus Quinn, 1980
- Oocorys elevata Dall, 1908
- Oocorys grandis Beu, 2008
- Oocorys leejungi Lai, 2013
- Oocorys sulcata P. Fischer, 1884
- Oocorys verrillii (Dall, 1889)